# ويليام هاريس (سياسي)
ويليام هاريس (بالإنجليزية: William Harris)‏ هو عسكري وفلاح وسياسي أمريكي، ولد في 7 أكتوبر 1757 في الولايات المتحدة، وتوفي في 4 سبتمبر 1812 في الولايات المتحدة. انتخب عضو مجلس نواب بنسيلفانيا.